# 인나 스테파노바
인나 야코블레브나 스테파노바(러시아어: И́нна Я́ковлевна Степа́нова, 1990년 4월 17일~)는 러시아의 양궁 선수로 주 종목은 리커브이다. 2012년과 2016년 하계 올림픽에 참가했고 2016년 하계 올림픽 여자 단체전 종목에서 은메달을 획득했다.

## 개인사
부랴트인 출신으로 부랴트 국립 대학교 체육학부를 졸업했다.